# Dronabinol
Tên phi thương mại quốc tế Dronabinol, được bán dưới tên thương mại Marinol và Syndros, là một chất kích thích sự thèm ăn, chống nôn và thuốc giảm ngưng thở khi ngủ. Nó được FDA phê chuẩn là an toàn và hiệu quả đối với chứng chán ăn do HIV / AIDS và chỉ gây buồn nôn và nôn do hóa trị.
Công thức dược phẩm, một loại nhựa dầu trong viên nang, có sẵn theo toa tại Mỹ, Canada, Đức, Úc và New Zealand. Các trường hợp ngoại lệ có thể xảy ra đối với việc sử dụng nhãn hiệu có thể là ở các tiểu bang Hoa Kỳ thông qua luật bảo lưu quyền khác với các quy định cụ thể của FDA.
Dronabinol là hiệu trưởng thần kinh thành enantiomer hình thức, (-)-trans-Δ⁹- tetrahydrocannabinol, được tìm thấy trong cần sa. Dronabinol không bao gồm nhiều đồng phân tetrahydrocannabinol (THC) khác của cannabinoid.

## Sử dụng trong y tế
Dronabinol cho thấy sự cải thiện đáng kể về điểm số ngưng thở khi ngủ. Các thử nghiệm lâm sàng giai đoạn 2B để được FDA chấp thuận đã được hoàn thành vào năm 2017.

## Tác dụng phụ
Một quá liều nhẹ của dronabinol gây buồn ngủ, miệng bông, hưng phấn và nhịp tim nhanh; trong khi đó, quá liều nghiêm trọng biểu hiện thờ ơ, chậm nói, giảm phối hợp vận động và hạ huyết áp tư thế.

## Lịch sử
Vào ngày 13 tháng 5 năm 1986, Cục Quản lý Thực thi Ma túy (DEA) đã ban hành Quy tắc và Tuyên bố Chính sách cuối cùng cho phép "sắp xếp lại dronabinol tổng hợp trong dầu mè và được gói trong các viên nang gelatin mềm từ Bảng I đến Bảng II" (DEA 51 FR 17476- 78). Điều này cho phép sử dụng y tế Marinol, mặc dù với những hạn chế nghiêm trọng liên quan đến tình trạng Bảng II. Ví dụ, không được phép nạp thêm thuốc theo toa Marinol. Tại cuộc họp lần thứ 10, vào ngày 29 tháng 4 năm 1991, Ủy ban về Ma túy, theo điều 2, đoạn 5 và 6, của Công ước về các chất hướng thần, đã quyết định rằng-tetrahydrocannabinol (còn được gọi là-THC) và các biến thể hóa học lập thể của nó nên được chuyển từ Biểu I sang Biểu II của Công ước đó. Điều này đã giải phóng Marinol khỏi những hạn chế do Điều 7 của Công ước (Xem thêm Công ước của Liên hợp quốc về chống giao thông bất hợp pháp trong các loại ma túy và các chất hướng thần). Một bài báo được đăng trên Tạp chí Thuốc tâm thần tháng 4 năm 1998 đã phát hiện ra rằng "Các chuyên gia chăm sóc sức khỏe đã không phát hiện ra dấu hiệu nào của việc đuổi bắt theo kịch bản hoặc mua sắm bác sĩ trong số những bệnh nhân mà họ đã kê đơn dronabinol". Các tác giả nói rằng Marinol có khả năng lạm dụng thấp.
Năm 1999, Marinol được dời lại từ Biểu II đến III của Đạo luật về các chất bị kiểm soát, phản ánh một phát hiện rằng THC có khả năng lạm dụng ít hơn cocaine và heroin. Việc sắp xếp lại này là một phần của lập luận cho một kiến nghị năm 2002 về việc loại bỏ cần sa khỏi Biểu I của Đạo luật về các chất bị kiểm soát, trong đó người khởi kiện Jon Gettman lưu ý: "Cần sa là một nguồn tự nhiên của dronabinol (THC) Thuốc III. Không có căn cứ để lên lịch cho cần sa trong một lịch trình hạn chế hơn Marinol ".
Tại cuộc họp lần thứ 33, năm 2003, Ủy ban Chuyên gia của Tổ chức Y tế Thế giới về Phụ thuộc Thuốc đã đề nghị chuyển THC sang Biểu IV của Công ước, với lý do sử dụng y tế và khả năng lạm dụng thấp.